# William Olsson

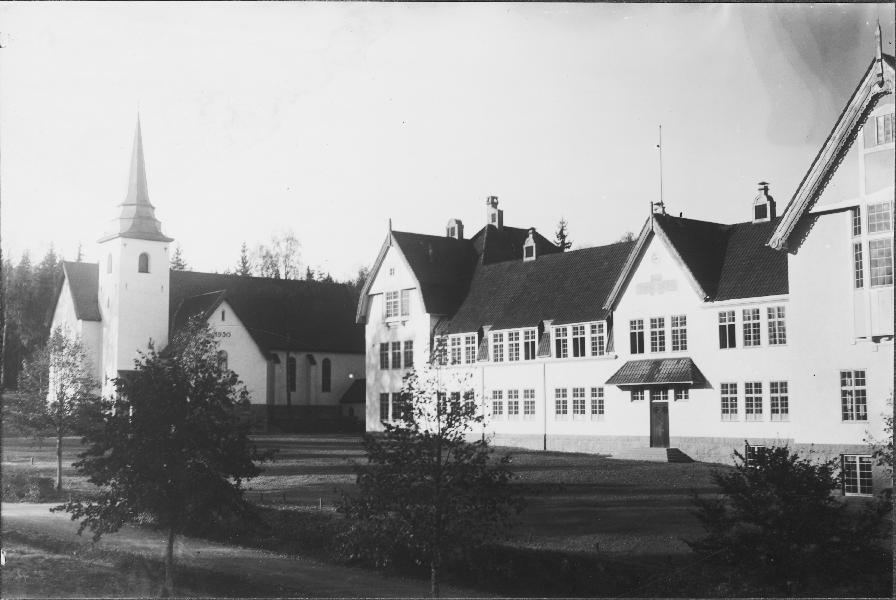
Lundsbergs skola

William Olof Olsson, född 15 juni 1862 i London, död 10 februari 1923 i Saltsjöbaden, var en svensk affärsman. Han grundade internatskolan Lundsberg 1896 med inspiration från de klassiska brittiska pojkinternaten.

## Biografi
Olsson föddes i London till en svensk far och brittisk mor, men skickades till Karlstads läroverk. Han kom i kontakt med den lilla orten Lundsberg eftersom han ofta besökte sin farbror som var verksam som komminister i Lungsunds församling.
Olsson var affärsman och arbetade med skogs- och järnindustri. Han gifte sig med Maria Bergman, vars föräldrar ägde Lundsbergs Herrgård. 1896 grundade Olsson Lundsbergs skola på egendomen som han köpt av svärföräldrarna.
Sönerna Tage William-Olsson och William William-Olsson kom att få stort inflytande på Stockholms omdaning, bland annat trafiklösningen Slussen. 
William Olsson var bror till målaren Albert Julius Olsson. William Olsson är begravd på Skogsö kyrkogård.